# Elfim
Elfim (em armênio: Ելփին / Էլփին; romaniz.: Elpʼin) ou Elpim (Էղպին, Ełpin) é uma aldeia do município de Areni, da província de Vaiose Zor, na Armênia. De acordo com o censo de 2011, havia 1 209 habitantes.

## Geografia
Elfim está localizada às margens do rio Elpim, na rodovia de Erevã-Eleguenazor, a cerca de 14 quilômetros a noroeste de Areni. A aldeia é cercada por jardins. Em 1831, 1897, 1926, 1939, 1959, 1970 e 1979, respectivamente, tinha 135, 708, 582, 1 046, 1 147, 1 296 e 1 209 habitantes. Subsiste do cultivo de cereais e tabaco, da jardinagem e pecuária. Em termos de infraestrutura, conta com uma escola secundária, um clube, um biblioteca, um centro médico e um cinema permanente.

## História
No século XIX, Elfim fez parte do distrito (uezde) de Xarur-Daralaiaz. Parte dos ancestrais dos habitantes vieram de Salmas, no Irã em 1829-30. Nas proximidades estão as aldeias em ruínas de Ardaraz (cinco quilômetros a oeste), Comurlu (5-6 quilômetros a leste), Guianalu (seis quilômetros a nordeste), Tosluque (oito quilômetros a nordeste), Almalu (10 quilômetros a nordeste), um antigo assentamento (um quilômetro a nordeste), onde cachecares, às vezes com epitáfios, foram preservados. O santuário Tuque Manuque está localizado na vila, bem como os restos de uma antiga fortaleza.